# Sigfrid Blom
Sigfrid Einar Göran Blom, född 9 augusti 1929 i Södertälje, död 19 juli 2018 i Uppsala, var en svensk klinisk neurofysiolog. 
Efter läkarstudier blev han medicine doktor vid Uppsala universitet 1960, docent i anatomi 1960 och i klinisk neurofysiologi 1964.
Blom var överläkare vid Regionsjukhuset i Umeå 1966–1984 och chefsläkare vid sjukhuset 1975–1978. År 1983 tilldelades han professors namn av regeringen. 1984 flyttade Blom till Uppsala där han var överläkare vid Akademiska sjukhuset fram till 1994 samt vetenskapligt råd i klinisk neurofysiologi vid Socialstyrelsen 1986–1994.
Blom är författare till omkring 100 vetenskapliga arbeten och bokkapitel inom bland annat trigeminusneuralgi och epilepsi hos barn och vuxna samt epilepsikirurgisk behandling. Han var bland annat medförfattare i En bok om epilepsi (1996, ny utgåva 1999).
Blom invaldes som hedersledamot i Svenska epilepsisällskapet 1994. År 2014 mottog han vid Europeiska epilepsikongressen i Stockholm sällskapets Lifetime Achievement Award 2014.
Sigfrid Blom är begravd på Uppsala gamla kyrkogård.